# Ilex montana
Ilex montana là một loài thực vật có hoa trong họ Aquifoliaceae. Loài này được Torr. & A. Gray mô tả khoa học đầu tiên năm 1848.

## Hình ảnh

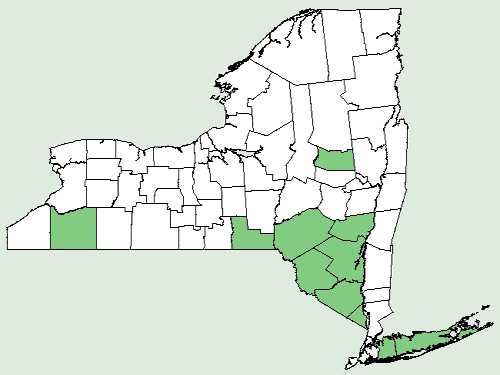
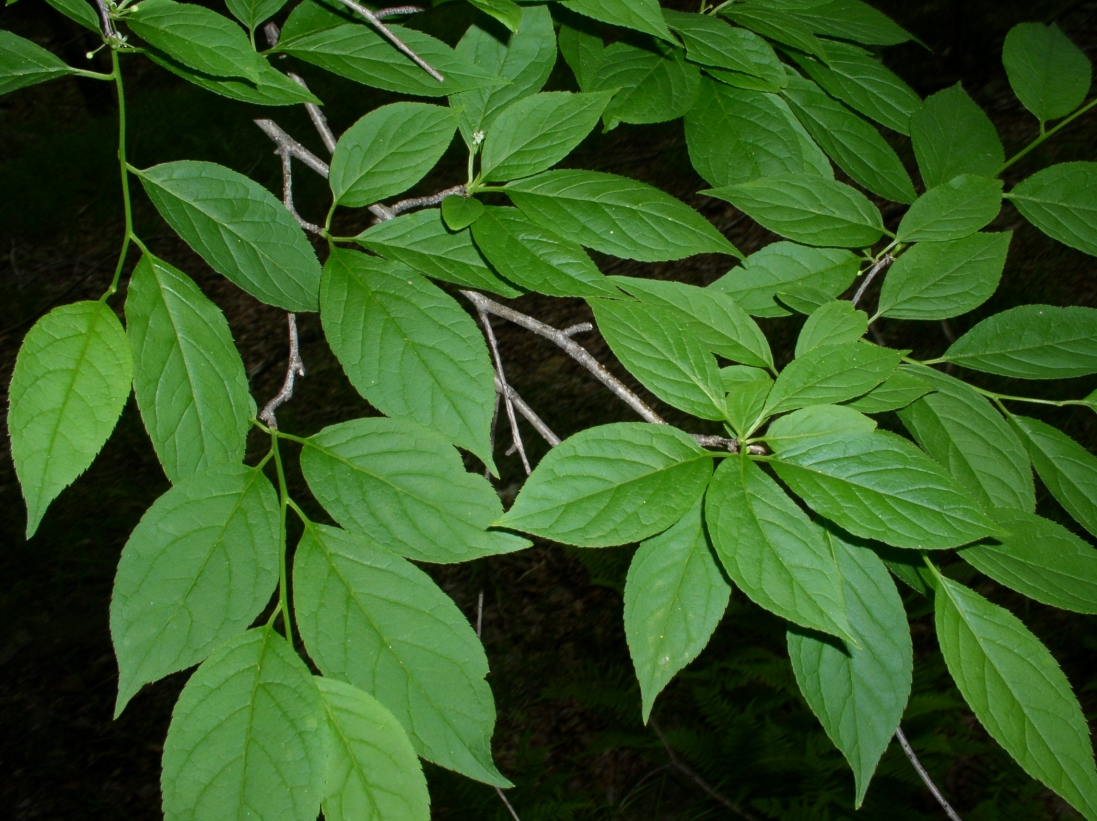